# 尼康P7700
尼康P7700是一款由日本尼康生產的高階隨身機，於2012年9月發售。

## 產品特性
尼康全新推出的隨身機 P7700 採用 1/1.7 吋背照式感光元件，具有豐富的操控性能，可迅速切換光圈、快門、ISO、白平衡、色調等功能，同時更曾加了 360 度可翻轉式螢幕，替使用者在取景時增加不少便利性。此外， P7700 搭載 7.1 倍光學變焦、 28mm 廣角端鏡頭，並具備 F2.0 超大光圈，而再 200mm 時的遠距離拍攝時最大光圈依然能夠維持 F4.0 的水準。
此外還附加了 Full HD 高畫質錄影、離機閃光燈、手動曝光、Raw 記錄、2cm 近拍等功能，可以說是應有盡有，還可外接麥克風、GPS 或快門線等擴充，算是硬體功能十分強大，並且兼具了遠距拍攝 7 倍變焦的高階隨身機。
而這次鋁合金機身的 P7700 也改善了握把的設計，讓用戶在使用上能夠更操控自如。若使用者有較高規格的攝影需求，可使用 120fps 進行高速攝影。P7700還具備了 1080/30p 立體聲錄影功能，並且在連拍速率方面最多可達 8fps 拍攝六張。螢幕方面則採用 92.1萬畫素三吋翻轉式LCD。

## 榮譽
榮獲國外知名的攝影器材網站digitalcamerainfo2012年度相機大賞選為最佳傻瓜&高階傻瓜相機。

## 外部連結
- Nikon P7700 - Nikon global website （页面存档备份，存于）
- Nikon P7700 preview USA website （页面存档备份，存于）
- Nikon P7700 Hands-on at dpreview.com